# Bond Street (Metropolitano de Londres)
Bond Street é uma estação do Metrô de Londres e da Elizabeth line, em Mayfair, no West End de Londres. Ela está localizada na Oxford Street, perto do cruzamento com a New Bond Street.
A estação fica na Central line, entre Marble Arch e Oxford Circus, e na Jubilee line, entre Baker Street e Green Park. Ela está na Zona 1 do Travelcard. Bond Street é também uma estação da Elizabeth line, entre Paddington e Tottenham Court Road.

## História
A estação foi inaugurada em 24 de setembro de 1900 pela Central London Railway, três meses após a abertura das primeiras estações da linha Central. O edifício da superfície foi projetado, em comum com todas as estações CLR originais, pelo arquiteto Harry Bell Measures. Os planos originais para a ferrovia incluíam uma estação na Davies Street e não na Bond Street.
Em 1920, uma possível joint venture foi considerada pelo metrô de Londres e pela Selfridges nas proximidades. Isso envolveria a reconstrução da estação, para incluir uma entrada no porão de Selfridge. A ideia foi revisitada no início dos anos 30, levando ao conceito de metrô conectando a estação à loja, com uma nova bilheteria no porão de Selfridge. No entanto, esses planos não foram seguidos, provavelmente devido ao custo da construção.
A estação teve várias reconstruções importantes. A primeira, que viu os elevadores originais serem substituídos por escadas rolantes, e a adição de uma nova bilheteria subterrânea e uma nova fachada da estação, projetada pelo arquiteto Charles Holden, entrou em uso em 8 de junho de 1926.

### Era da linha Jubilee
A fachada de Holden foi posteriormente demolida, sendo substituída pela galeria comercial "West One" como parte da construção da linha Jubilee, que foi inaugurada em 1 de maio de 1979. Em 2007, a estação passou por uma modernização visual, removendo os murais instalados nas plataformas da linha Central na década de 1980 e substituindo-os por ladrilhos brancos simples, em um estilo semelhante ao usado quando a estação foi aberta em 1900.

### Século XXI
A expansão mais recente da estação foi iniciada em novembro de 2017, em preparação para a chegada da linha Elizabeth, trazendo Bond Street para a rede da National Rail. Essa atualização de 300 milhões de libras aumentou a capacidade das entradas e saídas da estação em 30%, adicionou uma nova entrada à estação em Marylebone Lane, no lado norte da Oxford Street, e instalou elevadores para deixar a estação livre.
A abertura do Crossrail foi adiada de dezembro de 2018 e está prevista para a primavera de 2021. No entanto, a Bond Street não abrirá com o resto do Crossrail, devido a desafios com seu design. As plataformas serão abertas mais tarde, embora nenhuma data tenha sido identificada.